# День тренера
Де́нь тренера — професійне свято фахівців сфери фізичної культури і спорту України, що ведуть навчально-тренувальну роботу, направлену на виховання та вдосконалення майстерності спортсменів. Відзначається щороку 19 липня.

## Історія свята
Свято встановлено в Україні «…на підтримку ініціативи працівників сфери фізичної культури і спорту України…» згідно з Указом Президента України «Про День тренера» від 21 червня 2021 р. № 263/2021.
Вперше ідея цього професійного свята з'явилася в 1999 році у представників Федерації спортивної та художньої гімнастики України. До 2021 року свято відзначалося 30 жовтня.

## Дата свята
Дату 19 липня для відзначення цього свята було обрано тому, що цього дня у 1996 році в літніх Олімпійських іграх вперше взяла участь окрема команда незалежної України.